# Liste des plus longues arches naturelles
Cette liste des plus longues arches naturelles classe par longueur les arches naturelles en fonction de leur ouverture telle que définie par la Natural Arch and Bridge Society (NABS).

## Arches naturelles les plus longues
|                 | Rang | Nom                               | Site                                                                             | Pays        | Ouverture en mètres | Notes |
| --------------- | ---- | --------------------------------- | -------------------------------------------------------------------------------- | ----------- | ------------------- | --- |
|                 | 1    | Pont de Xianren (en:Fairy Bridge) | Guangxi                                                                          | Chine       | 121 (+/-5)          | Ouverture mesurée par la Natural Arch and Bridge Society en octobre 2010.                                     |
|                 | 2    | Landscape Arch                    | Parc national des Arches, Utah                                                   | États-Unis  | 88                  | Ouverture mesurée par pointage laser en 2004.                                                                 |
|                 | 3    | Kolob Arch                        | Parc national de Zion, Utah                                                      | États-Unis  | 87                  | Considérée comme la plus longue avant sa mesure en 2006.                                                      |
|                 | 4    | Aloba Arch (en)                   | Plateau de l'Ennedi                                                              | Tchad       | 76                  | Classement basé sur une longueur estimée.                                                                     |
|                 | 5    | Morning Glory Natural Bridge      | Negro Bill Canyon, Utah                                                          | États-Unis  | 74                  | N'est pas techniquement une arche naturelle, mais la prolongation d'une alcôve naturelle.                     |
|                 | 6    | Rainbow Bridge                    | Glen Canyon National Recreation Area, Utah                                       | États-Unis  | 71                  | Considérée comme la troisième plus longue avant sa mesure par laser en 2007.                                  |
| image manquante | 7    | Gaotun Natural Bridge             | Guizhou                                                                          | Chine       | 70                  | |
|                 | 8    | La Portada                        | Région d'Antofagasta                                                             | Chili       | 70                  | |
|                 | 9    | Sipapu Natural Bridge             | Natural Bridges National Monument, Utah                                          | États-Unis  | 69                  | Classée quatrième avant sa mesure par laser en 2007.                                                          |
|                 | 10   | Stevens Arch                      | Escalante Canyon, Utah                                                           | États-Unis  | 67                  | Classement basé sur une estimation de la longueur.                                                            |
|                 | 11   | Shipton's Arch                    | Xinjiang                                                                         | Chine       | 65                  | |
| image manquante | 12   | Jiangzhou Arch                    | Guangxi                                                                          | Chine       | 65                  | |
| image manquante | 13   | Hazarchishma Natural Bridge (en)  | Bâmiyân                                                                          | Afghanistan | 64                  | Découverte en 2010.                                                                                           |
| image manquante | 14   | Outlaw Arch                       | Dinosaur National Monument, Colorado                                             | États-Unis  | 63                  | Découverte en 2006. N'est pas techniquement une arche naturelle, mais la prolongation d'une alcôve naturelle. |
|                 | 15   | Snake Bridge                      | Sanostee, Nouveau-Mexique                                                        | États-Unis  | 62,2                | Inaccessible au public.                                                                                       |
|                 | 16   | Pont d'Arc                        | Gorges de l'Ardèche, Ardèche, Rhône-Alpes                                        | France      | 59                  | Voir http://www.ardeche.com/ville-village/vallon-pont-darc.php                                                |
|                 | 17   | Kachina Bridge                    | Natural Bridges National Monument, Utah                                          | États-Unis  | 58,2                | Ouverture mesurée par laser en 2007. La précédente mesure était de 62,8 m.                                    |
|                 | 18   | Wrather Arch (en)                 | Wrather Canyon, Arizona                                                          | États-Unis  | 55                  | Estimée initialement à 75 mètres et mais la NABS estime qu'elle ne peut pas faire plus de 55 mètres.          |
|                 | 20   | Podul lui Dumnezeu                | Mehedinți                                                                        | Roumanie    | 30                  | |
|                 | 19   | Tour Isabelle                     | massif de la Chartreuse, parc naturel régional de Chartreuse, Isère, Rhône-Alpes | France      | 29                  | Plus grande arche naturelle des Alpes, découverte rendue publique en 2006.                                    |
|                 | 21   | Natural Bridge                    | Comté de Rockbridge, Virginie                                                    | États-Unis  | 27                  | |